# Rudolf Dassler
Rudolf "Rudi" Dassler (Herzogenaurach, Baviera, Alemania, 29 de abril de 1898-Ibídem, 27 de octubre de 1974) fue un empresario alemán. Fundador de la compañía de ropa deportiva Puma y el hermano mayor del fundador de Adidas, Adolf "Adi" Dassler.
Los hermanos eran socios en una empresa de zapatos que fundaron ambos en 1924, Gebrüder Dassler Schuhfabrik (Fabrica de Zapatos de los Hermanos Dassler). Después de la Segunda Guerra Mundial, en 1948, se separaron y cada uno fundó su propia empresa. Rudolf denominó a su empresa como «Ruda» (Rudolf Dassler) pero posteriormente cambió el nombre al que continúa siendo actualmente: PUMA.
Inicialmente la nueva compañía se llamaba "Ruda" (una palabra compuesta para Ru dolf Da ssler), pero pronto se cambió a su nombre actual, Puma. Puma es la palabra quechua para el león americano ; de allí pasó al alemán y a otros idiomas.
Bajo su dirección PUMA fue una empresa pequeña, provincial. Bajo la dirección de su hijo Armin Dassler PUMA llegó a ser una empresa mundialmente conocida.

## Biografía
Tras su regreso de la Primera Guerra Mundial, Adolf Dassler, el hermano menor de Rudolf, comenzó a producir calzado deportivo en la cocina de su madre. Su padre, Christoph, que trabajaba en una fábrica de zapatos, y los hermanos Zehlein, que fabricaban a mano las zapatillas de clavos para atletismo en su taller de herrería, apoyaron a Adolf para que iniciara su propio negocio. En 1924, Rudolf se incorporó a la empresa, que se convirtió en la Gebrüder Dassler Schuhfabrik (fábrica de zapatos de los hermanos Dassler).
Con el ascenso de Adolf Hitler en la década de 1930, ambos hermanos Dassler se unieron al Partido Nazi, y Rudolf era considerado el nazi más ardiente.
Durante la guerra, la creciente ruptura entre ambos llegó a un punto de ruptura después de un ataque con bombas de los Aliados en 1943, cuando Adi y su esposa subieron a un refugio antiaéreo en el que ya se encontraban Rudolf y su familia: "Esos sucios bastardos han vuelto", dijo Adi, aparentemente refiriéndose a los aviones de guerra aliados, pero Rudolf estaba convencido de que su hermano se refería a él y su familia. Rudolf, tras su captura por las tropas estadounidenses, fue sospechoso de ser miembro de las SS, información que Rudolf asumió que supuestamente fue suministrada por Adolf.
Bajo su dirección, Puma siguió siendo una pequeña empresa provincial. Sólo bajo la dirección de su hijo, Armin Dassler, se convirtió en la empresa mundialmente conocida que sigue siendo hoy.

## Muerte
Rudi Dassler murió el 27 de octubre de 1974 de cáncer de pulmón a la edad de 76 años.